# 陳定昌 (1919年)
陳定昌（1919年1月1日—1955年12月10日），廣東省梅縣人，中國共產黨員，新營紙廠採購股股長，因余育生案牽連判處死刑，1955年12月10日槍決於安坑刑場。

## 生平
陳定昌，1919年生於廣東省梅縣。1938年抗戰爆發第二年，陳定昌就讀梅縣「抗日民族統一戰線」重要據點，以中共老黨員陳劍吾、教務主任蕭維梅領導的梅蕉六甲聯立初級中學，在校期間由同學王錦良、王立俊、王立朝吸收加入共產黨。余育生、余海晏也在同一時期加入共產黨梅縣學抗會，在生活書店工作，並在民報報社擔任記者。
國共內戰期間，陳定昌來台在台南新營紙廠擔任採購股股長，1953年11月間，余海晏時服務於台南山林管理所嘉義分所股長，由於曾偽造福建清流縣教育科科員等證明獲得升遷，又政府宣導叛亂自首既往不咎，於是余海晏向內政部調查局自首叛亂部分罪名。調查局以其自首不誠為由拘提審訊，余海晏自新於是將余育生、謝孟存、陳實、江石蓀供出，黎達、陳定昌、鄭新忠則因為1938年在梅縣加入共黨的往事受到牽連。
1954年9月全案偵結審判，余海晏自新受感化教育2年，余育生判處死刑，其餘人判處有期徒刑，經總統裁示後審判官遭記過處分後，謝孟存、陳實、江石蓀、黎達、陳定昌、鄭新忠皆以加入共黨組織潛伏軍政、教育、生產機構中，經政府多年宣導仍未自首判處死刑，1955年12月10日槍決於安坑刑場。

## 紀念
2013年10月 北京西山國家森林公園的無名英雄廣場上立有無名英雄紀念碑，為紀念來台灣在1950年代被處決「隱避戰線烈士」而設立，陳定昌銘刻於紀念碑上，為中共國家安全部追認之中華人民共和國烈士。

## 平反
2019年2月27日，促進轉型正義委員會第三批平反，依據促轉會第16次、第18次、第19次委員會議決議，撤銷受難者黃頂君等1050人之刑事有罪判決暨其刑，其中(44)審復字第 29 號，有關陳定昌意圖以非法之方法顛覆政府而著手實行之有罪判決暨其刑及沒收之宣告正式撤銷